# Autoroute M60 (Hongrie)
Pour les articles homonymes, voir M60.
L'autoroute hongroise M60 est une autoroute qui relie Bóly à Szentlőrinc via Pécs. Elle prolonge la M6 qui relie Budapest à Dunaújváros.